# Franz Thaler
Franz Thaler (Sarentino, 6 marzo 1925 – Sarentino, 29 ottobre 2015) è stato un pacifista, artigiano e pellettiere italiano.
Sopravvissuto ai lager di Dachau e Hersbruck, Thaler è considerato un simbolo della resistenza antinazista sudtirolese.

## Biografia
Nato nel 1925 nel comune di Sarentino, Alto Adige, appartiene alla locale minoranza di lingua tedesca. A causa della scelta presa dal padre nel 1939 di non optare per la cittadinanza tedesca, e quindi di non emigrare nel Terzo Reich, ha inizio per i Thaler (in quanto famiglia di Dableiber) un periodo di difficoltà ed emarginazione che portarono Franz ad essere escluso dalle lezioni scolastiche.
Dopo l'occupazione tedesca dell'Alto Adige e la costituzione della Zona d'operazioni delle Prealpi, nel maggio 1944, quando aveva diciannove anni, nonostante fosse cittadino italiano ricevette una cartolina precetto che gli intimava di presentarsi per l'arruolamento nel Polizeiregiment "Schlanders" (Silandro), gemello del più noto Polizeiregiment "Bozen" (Bolzano). Thaler si diede alla fuga rifugiandosi in montagna per un po' di tempo  ma, dopo che i tedeschi minacciarono ritorsioni sulla famiglia (in base all'antico principio penale germanico della Sippenhaft - traducibile come «responsabilità del clan» - reintrodotto dal nazismo), non poté rifiutarsi quando il padre lo supplicò di costituirsi. Processato dalla corte marziale, essendo minorenne (all'epoca la maggiore età si raggiungeva a ventuno anni) ed essendosi costituito spontaneamente, non fu condannato a morte ma a dieci anni di detenzione e lavori forzati in un campo di concentramento.
Nel dicembre 1944 arrivò nel campo di concentramento di Dachau per essere spostato nello stesso mese in quello di Hersbruck (un lager secondario del campo di Flossenbürg) a lavorare nella squadra costruzioni.
Il 29 aprile 1945 il campo di concentramento venne liberato da truppe americane ma  Thaler venne però trasferito in un campo di prigionia francese poiché si era appropriato di una divisa delle SS e quindi scambiato per uno di loro. Rientrato successivamente in patria nell'agosto del 1945, cominciò a scrivere un libro di memorie, Unvergessen, pubblicato solo nel 1989. Ha lavorato come artigiano pellettiere fino al pensionamento nel luogo di nascita, la Val Sarentino.
Nel secondo dopoguerra, come dimostrano la sua biografia, il libro citato sulla sua vita e le sue idee Unvergessen, tradotto anche in italiano come Dimenticare mai, e le sue dichiarazioni nel film documentario Des bringst du nimmer ausm Kopf - Die Erinnerungen des Franz Thaler, di Leo Hauser (1997, prod. ZeLIG - libera traduzione del titolo Non potrai cancellartelo mai più dalla testa - I ricordi di Franz Thaler) è sempre stato un fermo sostenitore della serena convivenza fra i tre principali gruppi etnici in Alto Adige.
È morto nella casa di riposo di Sarentino dove alloggiava il 29 ottobre 2015, all'età di 90 anni.
Il lascito di Franz Thaler è stato consegnato nel 2016 all'Archivio Storico della Città di Bolzano.

## Riconoscimenti
Nel 2010, assieme all'oppositore e vittima del nazismo Josef Mayr-Nusser, è stato nominato cittadino onorario della città di Bolzano. Nel 2013, Politika - Società di Scienza Politica dell'Alto Adige ha conferito a Franz Thaler il pubblico riconoscimento di "PPA - Personalità politica dell'anno".
Luis Sepúlveda ha conosciuto Thaler e ne ha descritto la storia in un capitolo del suo libro edito nel 2010 Ritratto di gruppo con assenza (Guanda), intitolato "Alchimia della luce, del rispetto e del miracolo". Di Thaler Sepúlveda disse: «Conosciamo la violenza della dittatura, condividiamo il medesimo sogno di pace e di fratellanza».
Nel 2017, su iniziativa del Planetarium Alto Adige, l'Unione Astronomica Internazionale gli ha dedicato un asteroide, 6212 Franzthaler.

### Filmografia
- (DE)  Des bringst du nimmer ausm Kopf – Die Erinnerungen des Franz Thaler, di Leo Hauser (prod. ZeLIG, Bolzano, 1997 - In dialetto sudtirolese con sottotitoli in tedesco e inglese)